# Ecce Homo (Mantegna)
Ecce Homo is een schilderij uit circa 1500 van Andrea Mantegna. Sinds 1891 maakt het deel uit van de collectie van het Musée Jacquemart-André in Parijs. Het is een goed bewaard gebleven voorbeeld van een tüchlein.

## Voorstelling
Ecce Homo (letterlijk "Zie de mens!") is een bekend thema uit de christelijke iconografie. Kunstwerken over dit onderwerp tonen de gemartelde Christus die aan de menigte wordt gepresenteerd door Pontius Pilatus (die zelf soms ook zichtbaar is). De term verwijst naar de woorden die Pontius Pilatus op dat moment uitsprak. 
Op het werk van Mantegna beslaat de buste van Christus het gehele schilderij. Hij is naakt afgebeeld, wat ongebruikelijk is bij dit type schilderijen. Links en rechts zijn de hoofden van zijn kwelgeesten zichtbaar. Inscripties op papiertjes in trompe-l'oeil verklaren het tafereel: "CRVCIFIGE EVM. TOLLE EVM. CRVCIFIGE CRVC." ("Kruisig hem, neem hem mee, kruisig hem") aan de linkerkant en een soortgelijke tekst aan de andere kant. Op het hoofddeksel van de linkse Joodse hoogwaardigheidsbekleder met het gerimpelde gezicht staat een tekst in nep-Hebreeuws. De persoon met de gouden tulband rechts, heeft nog maar enkele tanden in de mond. Deze twee figuren zijn driekwart naar Jezus gekeerd. Elk van hen heeft een hand op een arm van Christus gelegd om hem gevangen te houden. Drie andere figuren zijn gedeeltelijk zichtbaar in de donkere achtergrond; één van hen aan de linkerkant van Jezus is nauwelijks waarneembaar, terwijl een ander aan de rechterkant ook een hoofddeksel met inscripties draagt.
De sporen van de geseling zijn nog zichtbaar op Jezus' torso, armen en handen. De doornenkroon omringt zijn hoofd en zorgt ervoor dat er bloeddruppels parelen. Zijn handen zijn met een touw vastgebonden, terwijl een ander touw als een strop om zijn hals hangt. Een gouden halo omringt het hoofd van Christus.
In Mantegna's compositie wordt alle ruimte ingenomen door de hoofdpersonen. Het verstikkende gevoel dat hierdoor ontstaat onderstreept samen met de karikaturale gezichtsuitdrukkingen de tragedie van de gebeurtenis. De invloed van Leonardo da Vinci is hierin merkbaar. Hij verbleef in 1499 in Mantua, Mantegna's woonplaats.

## Herkomst
Het werk is uitzonderlijk goed bewaard gebleven. De toeschrijving aan Mantegna is in het verleden in twijfel getrokken. Exposities in Londen en New York en een monografie van Ronald Lightbown hebben bijgedragen aan de erkenning van het schilderij als een belangrijk werk uit het het einde van Mantegna's loopbaan.
Nélie Jacquemart en Édouard André kochten het schilderij in 1891 van de Milanese verzamelaar Gambassini.  In 1912 lieten zij hun gehele collectie na aan het Institut de France. Het doek wordt bewaard in hun voormalige herenhuis, het huidige Musée Jacquemart-André.